# Atacamagraven

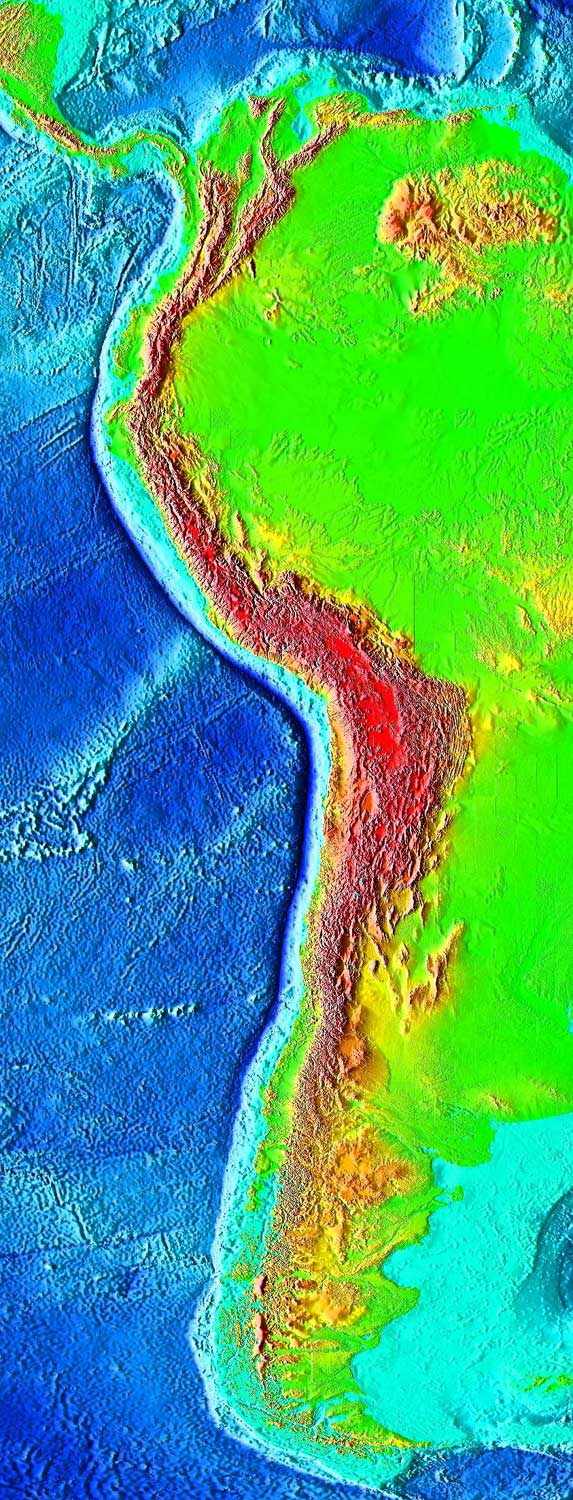
Sydamerikas västkust

Atacamagraven är en djuphavsgrav i Stilla havet. Den räknas som en av de djupaste i östra delen av havet. Atacamagraven är belägen cirka 65 km väst om norra Chile. Den har sitt bottendjup på 8 064 meters djup.